# Пет жена, а из наше куће
„Пет жена, а из наше куће” је југословенски кратки ТВ филм из 1980. године. Режирао га је Миљенко Дерета а сценарио је написао Зоран Петровић.

## Улоге
| Глумац           | Улога |
| ---------------- | ----- |
| Ксенија Мартинов |       |